# ФК Сарајево Источно Сарајево
ФК Сарајево је био фудбалски клуб из Српског Сарајева у периоду од 1994. до прољећа 1996, након чега је пресељен у Вишеград. Клуб је престао са радом 1999. године. Први председник клуба је био Јован Тинтор. Клуб су основали сарајевски Срби током распада Југославије позивајући се на традицију ФК Сарајева.

## Историја
Клуб је основан на територији тадашње општине Вогошћа у саставу Српског Сарајева. Први председник клуба је био Јован Тинтор. Након потписивања Дејтонског споразума односнио почетком 1996. укупно становништво Вогошће се исељава, а клуб се сели у Вишеград.
Клуб је био активан само четири сезоне које је провео у Првој лиги Републике Српске. Најбољи резулалт је остварен у сезони 1995/96. у групи „Исток“, када је Сарајево заузело треће мјесто. Играчи који су наступали за Сарајево у тој сезони су: Срђан Лукић, Горан Манојловић, Огњен Крешталица, Раде Лукић, Мирко Марван, Жељко Шиљак, Славиша Брадоњић, Славиша Пејаковић, Жељко Носовић, Блаженко Митровић, Александар Радовић, Сретко Јанковић, Саша Савић, Драган Решевић, Мирослав Томић, Владимир Радошевић. Године 1999. клуб је испао из Прве лиге Републике Српске након чега је престао са радом.
Највећи успјех Сарајево је остварило у сезони 1996/97. година када су играли финале Купа Републике Српске гдје су се састали са ФК Слогом из Трна, од које су изгубили резултатом 1:0. У овој финалној утакмици за Сарајево су наступали: Рајко Ешпек, Слободан Бакал, Дејан Дабић, Мирко Марван, Бранко Ристић, Славко Бошковић, Синишпа Јовановић, Љубиша Шешлија, Александар Тинтор, Славиша Пејаковић и Александар Радовић, док је тренер био Недељко Гојковић.

## Педесет година ФК Сарајева
Према Календару годишњица значајних личности и догађаја из историје српског народа у 1996. години, планирано је обиљежавање педесет година постојања фудбалског клуба Сарајево (1946-1996). Носиоци активности обиљежавања овог јубилеја су били ФК Сарајево, Факултет за физичку културу у Српском Сарајеву, сви фудбалски клубови у Српском Сарајеву, Српска радио-телевизија као и сви листови и часописи у Републици Српској. Како је наведено у Службеном гласнику, планирано је организовање фудбалског турнира на ком би учествовали фудбалски клубови из Републике Српске, као и ревијална утакмица између ФК Сарајево и једном прволигаша из Србије.

## Фузионисање
Током сезоне 1997/98. ФК Сарајево се фузионисао са ФК Жељезничаром у нови клуб ФК Сарајево, и наставио такмичење у првој лиги Српске. Годину дана касније, у сезони 1998/99. ФК Сарајево се фузионисао са ФК Славијом. Сви играчи ФК Сарајева и ФК Жељезничара, просторије и Градски стадион у Источном Сарајеву, који је са изградњом започео ФК Жељезничар, припао је ФК Славији.